# Bobby Holcomb
Pour les articles homonymes, voir Holcomb.
Bobby Holcomb, nommé populairement Bobby, (né le 25 septembre 1947 à Honolulu et mort le 15 février 1991 à Huahine) est un artiste hawaïen. De 1976 jusqu'à sa mort, il contribue par ses chants, sa musique et sa peinture au renouveau culturel autochtone de la Polynésie française.

## Biographie

### Enfance et formation
Robert Holcomb Jr. nait le 25 septembre 1947 à Honolulu, la capitale du territoire d'Hawaï située sur l’île d’Oahu. Il est le fils de Robert Holcomb, militaire métis afro-américain-amérindien, originaire de l’État de Géorgie, et d’Alika Correa, danseuse hawaïenne d'origine portugaise et espagnole. Son père, affecté à la reconstruction de la base navale de Pearl Harbor, le reconnaît mais ne l'élève pas. Bobby grandit chez ses grands-parents maternels à Hilo sur l’île d’Hawaï jusqu'à leur mort, quand il a environ 5 ans. 
À l'âge de 11 ans, sa mère se sépare de ses trois aînés. Elle confie chacun à une famille d'accueil en Californie. Ses parents d'accueil devinent son homosexualité avant que lui-même ne se pose des questions sur son orientation sexuelle. De 13 à 19 ans, il étudie à l’American School of Dance de Los Angeles près du ghetto noir de Watts.

### Errance autour du monde
Bobby s'installe à la fin de l'année 1966 à San Francisco où il rencontre Simon Henderson. Ils partent en Europe en 1969, où Bobby se nomme officiellement Stanley Clark Kindred, pour échapper à la police américaine. Ils rencontrent Kim Dios, dite Kimi, en 1974 à Íos. Simon retourne aux États-Unis. Bobby et Kimi partent en septembre 1974 pour un voyage en Turquie, Iran, Afghanistan et Inde. En février 1976, ils prennent tous les trois le bateau à Gênes à destination de la Polynésie.
Personnalité hors du commun de la musique et de la peinture durant les années 1970 et 1980, doué pour la danse, la peinture, le chant et la composition musicale, l'artiste s'exprime dans un premier temps, avec une force égale dans chacun de ces domaines. Il évolue aux États-Unis auprès de Frank Zappa, en Europe auprès de Salvador Dalí et participe aux groupes pop français tels que Zig Zag Community et Johane of Arch qu'il a créé avec des musiciens tels que Sylvain Duplant (Alice), Jean-Pierre Auffredo (Alice), Éric Estève.

### Arrivée et implication en Polynésie française
Bobby arrive à Tahiti en 1976 et décide rapidement de s'installer dans le village de Maeva à Huahine. 
Il s'investira dans la renaissance et l'éveil culturel du peuple Maohi, au sein du « pupu Arioi » groupe de troubadours, intellectuels polynésiens inspiré par le mouvement de 68. Ce mouvement de renaissance culturel sera composé de personnalités telles que Henri Hiro, Rigobert Temanupaiura, John Mairai, Coco Hotahota, Vaihere et Heipua Bordes. Chacun dans son domaine culturel, le théâtre, la poésie, la médecine traditionnelle, l'art de la danse, la peinture, le chant, s'investira pour redonner la fierté d'être Maohi. Ce mouvement identitaire auquel participe Bobby, est une révolution culturelle, car elle dénonce la colonisation française, les essais nucléaires, l'évangélisation, pour valoriser l'identité Ma'ohi sa langue, son savoir-faire, son agriculture sa spiritualité… entre autres.
Il est élu « homme de l'année 1988 ».

### Mort
À la fin de l’année 1990, Bobby, amaigri, souffre d’une douleur à la nuque. Vivant à Huahine, où ne se trouve qu’un dispensaire, il se résout à consulter un médecin à Papeete lors de son prochain voyage à Tahiti, à l'occasion d'une soirée de gala. Homosexuel notoire en pleine pandémie de sida, les préjugés erronés sur sa séropositivité vont s’intensifier dès son admission. Les médecins lui diagnostiquent un cancer des vertèbres incurable. Pris en charge par Dorothy Levy, qui lui cache quelque temps la gravité de sa maladie, il rentre chez lui à Maeva. Consulté par téléphone, Léon Schwartzenberg confirme le diagnostic. Sous traitement analgésique à l’opium, il reçoit ou répond aux appels de ses amis mis au courant par Dorothy. Déshydraté, il est conduit au dispensaire de Fare, où il meurt le soir du 15 février 1991.
Il est inhumé au pied de la montagne sacrée Mou'a Tapu, à Huahine.

#### Hommages posthumes

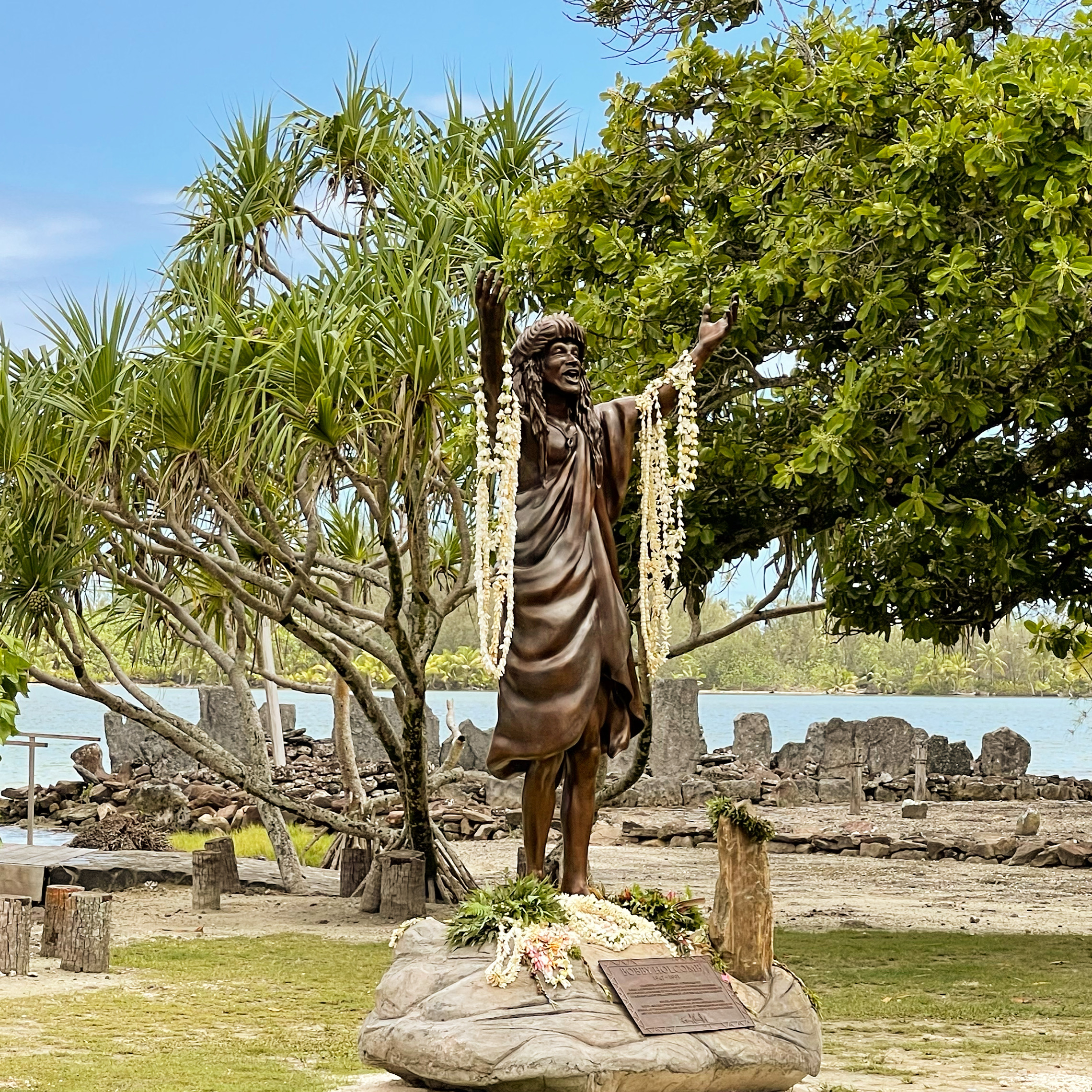
La statue de Bobby en bronze par l'artiste Evrard Chaussoy

En 2010 est créée la Bobby Holcomb Foundation.
L'Office des postes et télécommunications de Polynésie française a émis en hommage à Bobby :
- Le 15 décembre 2011, 1 timbre[4] et une enveloppe « Ta’aroa »[5], ainsi qu'une télécarte « La légende de Hotu Hiva »[6] ;
- Des prêts à poster signés Bobby Holcomb : « Te he’era’a o te peu tumu » 1979 et « Te heiva api » 1990[7].

En 2021, l'artiste Polynésien Evrard Chaussoy avec le soutien de son ami Heiarii Girard, réalise une statue de bronze de trois mètres cinquante de haut à l'effigie de Bobby.

## Œuvres

### Musique
Pour ce qui est de la musique, Bobby enregistra d'abord au studio Arevareva, notamment la pièce "Bobby's House" sortie aussi en cassette sur laquelle il reprit avec Maire Tavaearii la vieille chanson de Joséphine Baker, l'adaptant pour la tourner en « J'ai deux amours : mon pays c'est la Polynésie ». C'est en 1985 qu'il perça auprès du grand public après avoir remporté avec "Orio" le concours de chant organisé par François Nanai. Ceci lui valut un contrat avec la société Océane Production, et sa popularité devint alors telle qu'il remporta haut la main le titre de "Homme de l'Année 1990" selon le vote des auditeurs de RFO et des lecteurs de La Dépêche. Son score à cette élection sera plus élevé que de nombreux hommes politiques. C'est ainsi que certains ministres tenteront de le faire expulser de la Polynésie française, mais n'obtiendront pas la majorité au sein du conseil des ministres, pour exécuter l'expulsion.
Bobby Holcomb restera jusqu'à sa mort un citoyen américain. Il refusera la citoyenneté française en signe de protestation contre les essais nucléaires, ainsi que le colonialisme français en Polynésie. Il aurait souhaité appartenir à un Triangle polynésien, te moana nui a diva, libre et indépendant. Malheureusement, ce Triangle polynésien qui regroupe sur un vaste territoire le peuple mā’ohi, allant de Hawaï, à la Nouvelle-Zélande jusqu'à l'Île de Pâques, ce territoire a été divisé par les puissances coloniales, anglaises, américaines, françaises, chiliennes, entre autres. 
Son succès musical est lié au fait qu'il a su mixer la musique reggae aux mélodies tahitiennes, en s'exprimant en langues polynésiennes. Mais surtout qu'il a su faire passer des messages relatifs à l'environnement, l'amour du prochain, le savoir-être mā’ohi, le respect de dieux originels. 
Ami de l'artiste peintre Vaea Sylvain, c'est en Polynésie française que son expression graphique lui permettra d'atteindre une notoriété particulière et incontestable peu avant son décès. Avec Barthélémy Arakino et Angelo Neuffer, il est considéré comme un des artistes polynésiens les plus populaires. Il représente toujours un mythe pour de nombreux Polynésiens.

#### Chansons à succès
- Polinetia (Ecouter)[9]
- Huahine te tiara'a (Ecouter)
- E piti tama pohe (Ecouter)
- S.O.S Teie (Ecouter)
- One Particular Harbour (en)
- Vahine Huahine
- Orio
- Chansons pour Hiro
- My Island home (Ecouter)
- Tiare Here

#### Discographie

##### Albums
Bobby a enregistré des cassettes produites par les studios O Tahiti, puis Arevareva sur plusieurs années. Avec l'arrivée du CD, Océane Production a commercialisé les chansons de Bobby sous ce nouveau format.
- 1982 : Pae’ore[10]

| No  | Titre              | Paroles     | Auteur                             | Artiste original | Durée |
| --- | ------------------ | ----------- | ---------------------------------- | ---------------- | ----- |
| 1.  | Pae’ore            | Larry Cowan |                                    |                  |       |
| 2.  | Mama Said (en)     |             | Luther Dixon et Willie Denson (en) | The Shirelles    |       |
| 3.  | Vaima              |             |                                    |                  |       |
| 4.  | Nuoli              |             |                                    |                  |       |
| 5.  | Yellow yellow      |             |                                    |                  |       |
| 6.  | Tekura             |             |                                    |                  |       |
| 7.  | Fa’atura te natura |             |                                    |                  |       |
| 8.  | Mou’a Tapu         |             |                                    |                  |       |
| 9.  | Avatonme           |             |                                    |                  |       |
| 10. | E Pua e            |             |                                    |                  |       |

- Bobby
- Bobby et Angelo
- Les talents du siècle - Bobby
- Ohipa
- Te Mana

### Peinture
Bobby s'inspire des thèmes de la mythologie polynésienne.
- Pūpahu [« Meneuse de troupe »]
- O Hema e tona metua vahine ra ho Hina [« Hema et sa mère Hina »]
- Te tao'a pupu i ni'a te fata rau [« Offrandes sur un autel »]
- Te Matai To'erau [« Le vent du nord »]
- 1986
  - O Ta’aroa [« Ta'aroa »]
  - Purotu [« Beauté »]
  - Te mau tamahine a Ta'aroa [« Les filles de Ta'aroa »]
  - Te fare metua